# Messor marikovskii
Messor marikovskii es una especie de hormiga del género Messor, subfamilia Myrmicinae. 

## Distribución
Esta especie se encuentra en Kazajistán y Kirguistán.